# Nanao
Nanao (七尾市?, Nanao-shi) è una città giapponese della prefettura di Ishikawa.